# Yucca capensis
Yucca capensis là một loài thực vật có hoa trong họ Măng tây. Loài này được L.W.Lenz miêu tả khoa học đầu tiên năm 1998.

## Hình ảnh

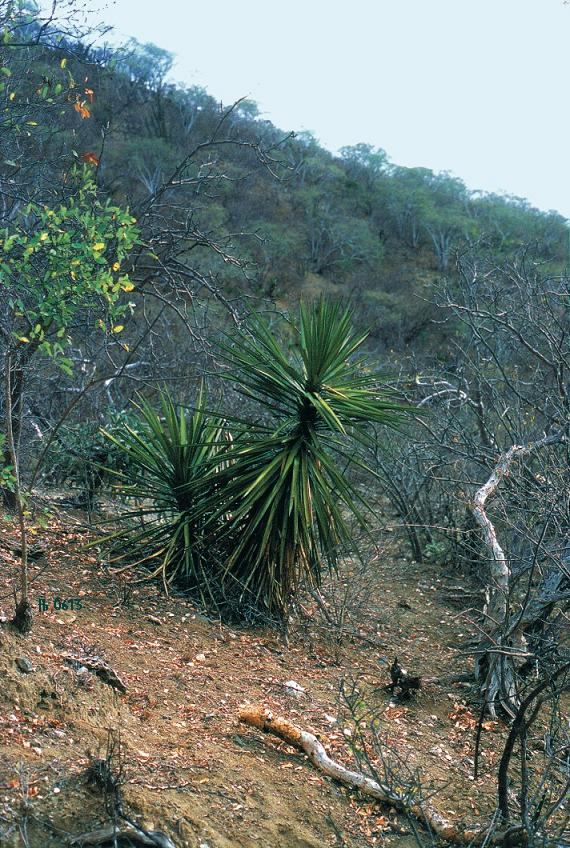
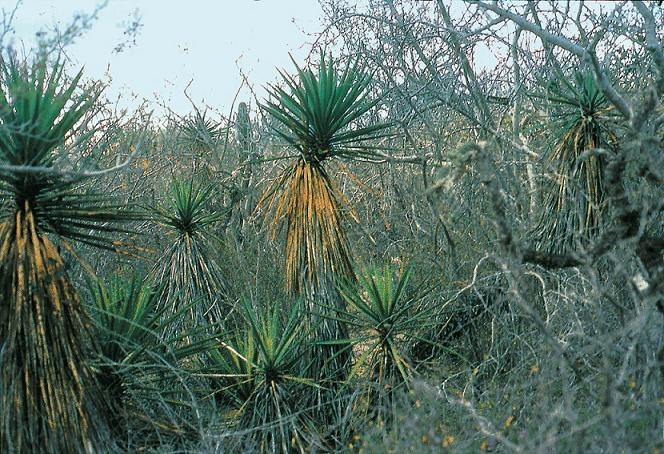
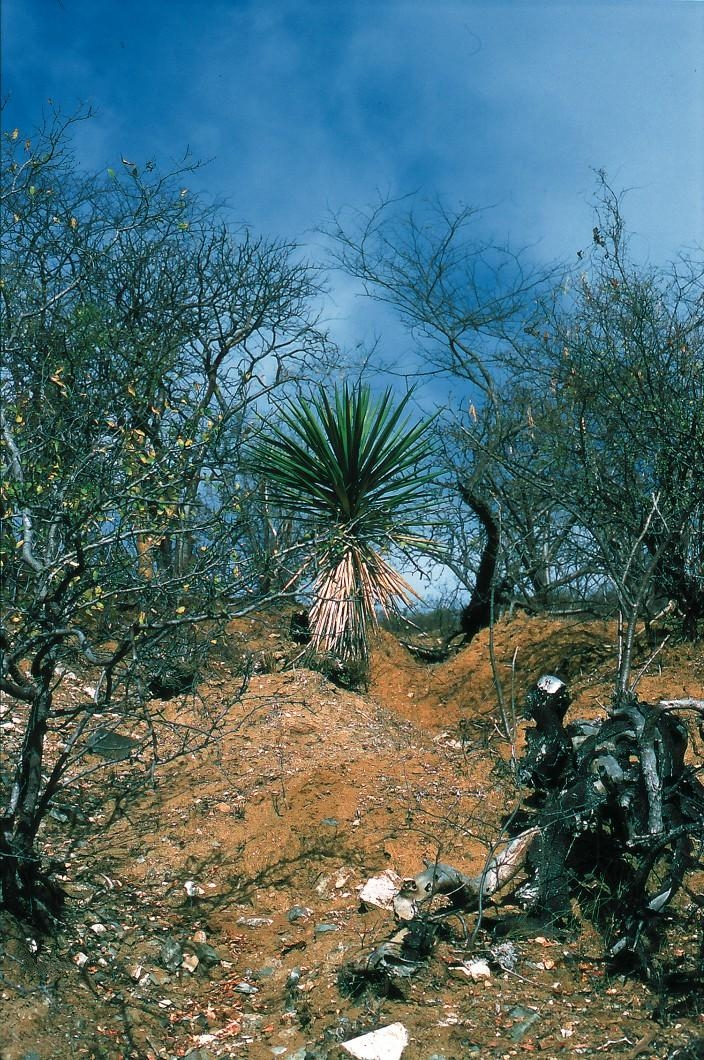
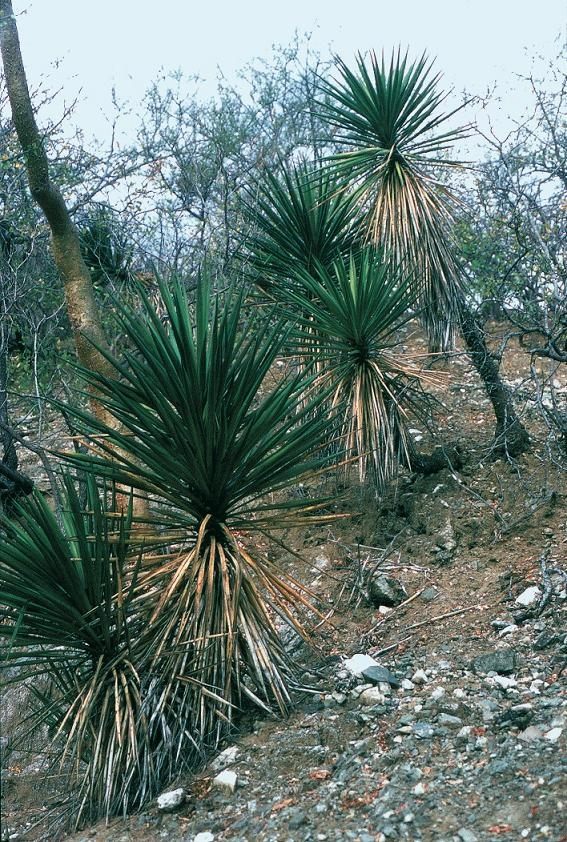